# Хенри Смит
Хенри Смит (енгл. Sir Henry George Wakelyn Smith, 1st Baronet; 28. јуна 1787-12. октобра 1860), британски генерал.

## Војна служба
Учествовао је у рату против Наполеона 1808-1814. у Шпанији и у Англо-америчком рату 1814. Од 1828. био је у британским колонијалним снагама у јужној Африци, где је у Шестом каферском рату (1834-1836) командовао дивизијом. Смит, у то време пуковник, успешно се прилагодио герилској тактици побуњених домородаца (Кафера) користећи лако покретне, брзе јединице. Од 1843. до 1847. командовао је дивизијом у Индији, где је учествовао у Првом англо-сичком рату. Од 1847. био је гувернер Капске колоније у јужној Африци. Командовао је експедицијом која је заузела бурску републику Орање. Командовао је британским снагама у Осмом каферском рату (1850-1852. године).